# شعار تونس
شعار الجمهورية التونسية هو شعار الدولة في تونس، أحدث في شكله الحالي في 21 يونيو 1956، أسابيع بعد استقلال البلاد ويرمز إلى الدلالات التالية:
- أسد بربري: يرمز للنظام.
- سفينة شراعية قرطاجية: ترمز للحرية.
- ميزان يرمز للعدالة.

## النظام الملكي

### بايلك تونس
أول شعار للمملكة اعتمد رسميا في 1861 من قبل محمد الصادق باي. لكن يبدو أنه أحدث قبل ذلك بمدة، حيث وضع على غلاف كتاب Notice sur la régence de Tunis (إشعار على بايلك تونس) لصاحبه جان هنري دونانت في 1858. وقد كُتبت فيه عبارة «يا ذا الألطاف الخفية احفظ هذه المملكة التونسية». يرجع ذلك إلى تلك الفترة التي كثرت فيها الأوبئة في المملكة وأدت إلى خسائر بشرية، إضافة إلى انتشار الصوفية في الثقافة التونسية التي كانت تدعو الله بذي الألطاف الخفية، متأثرة بسيدي بلحسن الشاذلي.

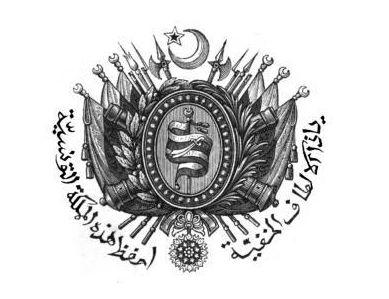
شعار المملكة في 1858
شعار المملكة حوالي 1900

### المملكة التونسية

الشعار الوطني بين 1956 و1963

بعد استقلال تونس في 20 مارس 1956، أحدث الملك محمد الأمين باي الشعار الجديد للمملكة التونسية في 21 يونيو من نفس السنة، وذلك بمقتضى أمر علي، حدد أوصافه كما يلي:
- على اليمين: أسد أسود قائم متجه إلى اليمين يحمل سيفا أبيضا، الكل على خلفية حمراء.
- على اليسار: ميزان أسود، على خلفية مذهبة.
- في الأعلى: سفينة قرطاجية تخوض أمواج، تحمل شعار تانيت على شراعيها، على خلفية لازوردية.
- يعلو الرنك: الهلال والنجمة التونسيتين.
- على جوانب الرنك العلياء: رمحان ولواءان مرتبطان.
- في الحد الأسفل: إكليل محيط بسنبلة قمح في نصفه الأيمن، وبغصن زيتون في نصفه الشمالي، وفي وسط الإكليل الوسام الوطني.
- الرمز الوطني هو: «حرية، نظام، عدالة»، مكتوب على اللفافة السفلى.

في 13 سبتمبر 1956، تم تغيير الوسام الوطني الموجود في أسفل الرنك بوسام الاستقلال.

## النظام الجمهوري
عند إلغاء الملكية وقيام الجمهورية في تونس في 25 يوليو 1957، تم الإبقاء على نفس الشعار.

### تغييرات 1963

الشعار الوطني بين 1963 و1989.

بعد سنوات من إعلان الجمهورية، قرر الرئيس الحبيب بورقيبة في 30 مايو 1963 إضفاء بعض التغييرات على الشعار القديم، منها إلغاء العلامات الدالة على النظام الملكي:
- في يمين الرنك الذهبي: أسد أسود متجه إلى الشمال يحمل سيفا فضيا.
- في الشمال: ميزان أسود.
- شعار الجمهورية مكتوب باللون الأسود على لفافة ذهبية وهو «نظام، حرية، عدالة».
- في الأعلى: سفينة ذات هيكل كستنائي داكن شراعها فضي وفوقه أعلام حمراء خفاقة تخوض بحرا أزرقا.
- يعلو الرنك: الشعار القومي ذو دائرة بيضاء بها نجم خماسي أحمر يحيط به هلال أحمر.

### تغييرات 1989

الشعار الوطني الحالي منذ 1989.

في 2 سبتمبر 1989، قرر رئيس الجمهورية زين العابدين بن علي تغيير الشعار والعودة كذلك للشعار المكتوب لسنة 1956:
- في يمين الرنك الذهبي: أسد أسود متجه إلى الشمال يحمل سيفا فضيا.
- في الشمال: ميزان أسود.
- شعار الجمهورية مكتوب باللون الأسود على لفافة ذهبية وهو «حرية، نظام، عدالة».
- في الأعلى سفينة ذات هيكل كستنائي داكن وشراعا فضيا وأعلاما خفاقة حمراء تخوض بحرا أزرقا.
- يعلو الرنك الشعار القومي ذو دائرة بيضاء بها نجم خماسي أحمر يحيط به هلال أحمر.

### مشروع جديد
بعد الثورة التونسية في 2011، تم إقرار دستور جديد للبلاد في 10 فبراير 2014. الفصل الرابع من هذا الدستور غير الشعار المكتوب للبلاد الذي أصبح «حرية، كرامة، عدالة، نظام». في يونيو 2014، أعلنت وزارة الثقافة عن فتح مناظرة وطنية لاختيار أفضل عمل فني يجسم الشعار الجديد للجمهورية التونسية، وحددت جائزة قدرها 000 15 دينار تونسي للعمل الفائز. في فبراير 2016، أعلنت الوزارة أنه لم يتم التوصل لنموذج مناسب وشكلت لجنة جديدة تشرف على هذه المهمة. وقع التخلي عن هذا المشروع نهائيا والمحافظة على نفس الشكل المعتمد في 1989 بعد العودة إلى شعار «حرية، نظام، عدالة» في الدستور الجديد في 2022.